# Wexner Center for the Arts

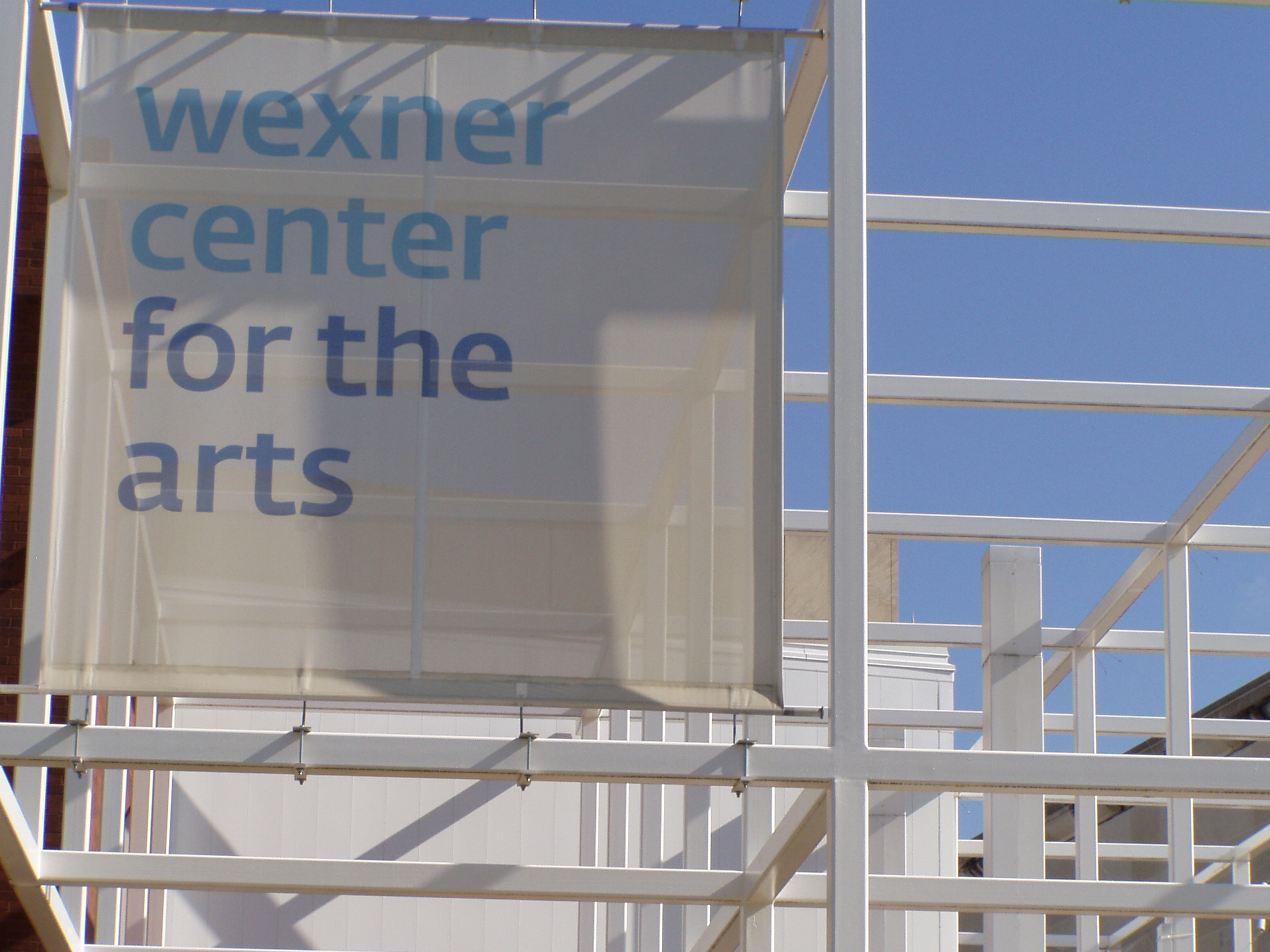
Wexner Center for the Arts

El Centre Wexner per a les Arts, oficialment i en anglès '''Wexner Center for the Arts''' és centre multidisciplinari de la Universitat d'Ohio, concebut com un laboratori internacional per a l'exploració i la promoció de l'art contemporani. A través d'exposicions, projeccions, performances, residències d'artistes, i els programes educatius, el Wexner Center actua com un fòrum on els artistes establerts i emergents poden posar a prova les idees i on el públic pot participar en diverses experiències culturals que millorin la comprensió de l'art del nostre temps. Va obrir les portes el novembre de 1989, nomenat en honor del pare de Limited Brands fundador Leslie Wexner, que va ser un dels principals donants per al Centre.